# Кубок Чехії з футболу 2018—2019
Кубок Чехії з футболу 2018–2019 — 26-й розіграш кубкового футбольного турніру в Чехії. Титул вдруге поспіль здобула Славія (Прага).

## Календар
| Раунд            | Дата                          | Матчі | Клуби     |
| ---------------- | ----------------------------- | ----- | --------- |
| Попередній раунд | 29 липня - 5 серпня 2018      | 46    | 148 → 102 |
| Перший раунд     | 14-22 серпня 2018             | 43    | 102 → 59  |
| Другий раунд     | 28 серпня - 5 вересня 2018    | 27    | 59 → 32   |
| 1/16 фіналу      | 25 вересня - 12 жовтня 2018   | 16    | 32 → 16   |
| 1/8 фіналу       | 31 жовтня - 28 листопада 2018 | 8     | 16 → 8    |
| 1/4 фіналу       | 2-3 квітня 2019               | 4     | 8 → 4     |
| 1/2 фіналу       | 24 квітня 2019                | 2     | 4 → 2     |
| Фінал            | 22 травня 2019                | 1     | 2 → 1     |

## 1/16 фіналу
| Команда 1             | Рахунок | Команда 2                      |
| --------------------- | ------- | ------------------------------ |
| 25 вересня 2018       |         |                                |
| Славичин (4)          | 3:9     | Фастав (Злін)                  |
| Банік (Соколов) (2)   | 1:2     | Банік (Острава)                |
| Хрудім (2)            | 2:0     | Млада Болеслав                 |
| 26 вересня 2018       |         |                                |
| Олімпія (Радотин) (3) | 0:5     | Словацко                       |
| Локо Влтавин (3)      | 1:2     | Тепліце                        |
| Пржибрам              | 4:1     | Влашим (2)                     |
| Сігма (Оломоуць)      | 7:0     | Тржинець (2)                   |
| Збройовка (2)         | 0:1     | Слован (Ліберець)              |
| Славія (Прага)        | 2:0     | Усті-над-Лабем (2)             |
| 2 жовтня 2018         |         |                                |
| Славой Полна (4)      | 1:4     | Спарта (Прага)                 |
| 3 жовтня 2018         |         |                                |
| Богеміанс 1905        | 1:0     | Динамо (Чеські Будейовиці) (2) |
| 10 жовтня 2018        |         |                                |
| Карвіна               | 2:0     | МАС Таборско (2)               |
| 11 жовтня 2018        |         |                                |
| Вишков (3)            | 1:5     | Вікторія (Пльзень)             |
| 12 жовтня 2018        |         |                                |
| Вікторія Жижков (2)   | 0:1     | Дукла                          |
| Опава                 | 1:0     | Височина (Їглава) (2)          |
| 13 жовтня 2018        |         |                                |
| Пардубице (2)         | 1:2     | Яблонець                       |

## 1/8 фіналу
| Команда 1          | Рахунок      | Команда 2       |
| ------------------ | ------------ | --------------- |
| 31 жовтня 2018     |              |                 |
| Карвіна            | 1:0          | Яблонець        |
| Вікторія (Пльзень) | 2:3 дч       | Банік (Острава) |
| 7 листопада 2018   |              |                 |
| Пржибрам           | 1:2          | Богеміанс 1905  |
| 15 листопада 2018  |              |                 |
| Сігма (Оломоуць)   | 2:1          | Фастав (Злін)   |
| Слован (Ліберець)  | 1:0          | Словацко        |
| 16 листопада 2018  |              |                 |
| Дукла              | 1:3          | Тепліце         |
| Славія (Прага)     | 3:1          | Хрудім (2)      |
| 28 листопада 2018  |              |                 |
| Опава              | 0:0 пен. 3:4 | Спарта (Прага)  |

## 1/4 фіналу
| Команда 1       | Рахунок      | Команда 2         |
| --------------- | ------------ | ----------------- |
| 2 квітня 2019   |              |                   |
| Славія (Прага)  | 5:0          | Карвіна           |
| Тепліце         | 2:2 пен. 2:4 | Спарта (Прага)    |
| 3 квітня 2019   |              |                   |
| Богеміанс 1905  | 1:0          | Сігма (Оломоуць)  |
| Банік (Острава) | 2:1 дч       | Слован (Ліберець) |

## 1/2 фіналу
| Команда 1       | Рахунок | Команда 2      |
| --------------- | ------- | -------------- |
| 24 квітня 2019  |         |                |
| Славія (Прага)  | 3:0     | Спарта (Прага) |
| Банік (Острава) | 1:0     | Богеміанс 1905 |

## Фінал
| 22 травня 2019 20:15 (EEST) |

| Банік (Острава) | 0:2      | Славія (Прага)                 |
| --------------- | -------- | ------------------------------ |
|                 | Протокол | Соучек 36' (пен.) Масопуст 78' |

| Еден Арена, Прага Глядачів: 11 661 Арбітр: Петр Арделеану |